# Jean-Pierre Guillemot
Pour les articles homonymes, voir Guillemot.
Jean-Pierre Guillemot, né le 25 septembre 1950 à Ploemeur (Morbihan), est un coureur cycliste professionnel français.

## Biographie
Jean-Pierre Guillemot commence le cyclisme en catégorie cadets au Vélo Sport Lorientais. Amateur, il termine quatrième du Ruban granitier breton en 1971. L'année suivante, il s'illustre en obtenant vingt victoires, ce qui lui permet de passer professionnel en 1973 au sein de la formation Sonolor. Il change ensuite de formation en 1974 et rejoint l'équipe Jobo-Lejeune, avec laquelle il participe au Tour de France, aux côtés de son leader Roger Pingeon,.

## Palmarès
- 1973
  - 5ea étape de l'Étoile des Espoirs

## Résultats sur le Tour de France
1 participation
- 1974 : 85e